# Comisión Internacional de Protección Radiológica
La Comisión Internacional de Protección Radiológica (sus siglas son CIPR en español, más conocido por sus siglas en inglés ICRP) es una asociación científica sin ánimo de lucro e independiente dedicada a fomentar el progreso de la ciencia de la protección radiológica para beneficio público. Para ello edita periódicamente documentos científicos en forma de recomendaciones o guías en todos los aspectos de la protección radiológica.
La CIPR se fundó en 1928 por la Sociedad Internacional de Radiología, llamándose en un primer momento Comité Internacional de Protección ante los rayos-X y el radio, cambiando en 1950 su nombre al actual. Su sede se encuentra en el Reino Unido y su secretaría científica en Suecia.